# Florida State Road 997
La Florida State Road 997, également connue sous le nom de Krome Avenue ou Southwest 177 Avenue est une route parcourant selon un axe nord-sud et sur une distance de 59 kilomètres l'ouest du comté de Miami-Dade, en Floride, aux États-Unis.